# Meconopsis grandis
Meconopsis grandis (укр. Меконопсис великий), народна назва Гімалайський блакитний мак — рослина з роду Meconopsis родини макових. Національна квітка Бутану.

## Загальна біоморфологічна характеристика

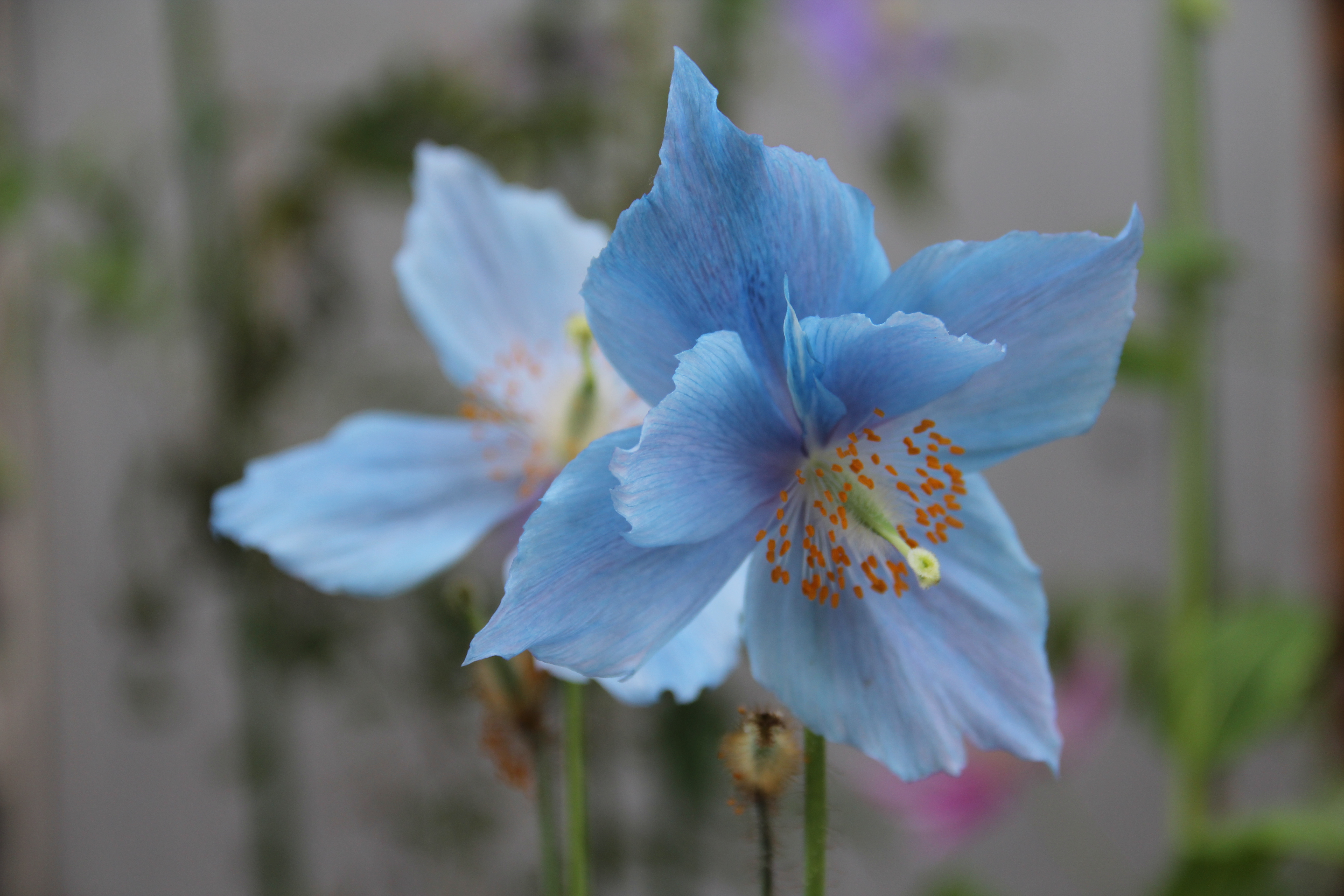
Квітка Meconopsis grandis

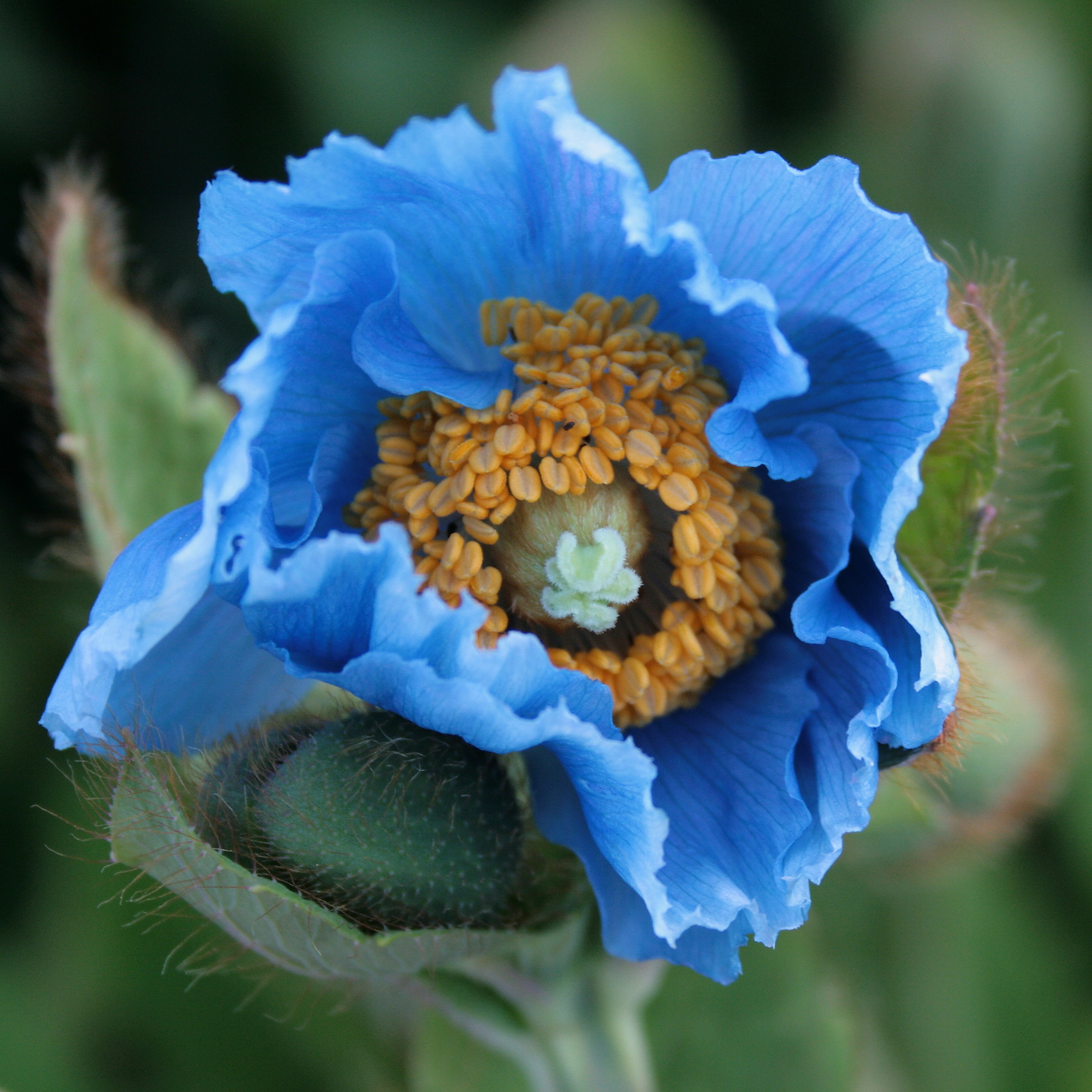
Махрова квітка Meconopsis grandis

Багаторічні трав'янисті рослини. Стебла прямостоячі, 40-120 см заввишки, голі, яскраво зелені, товсті, слабо розширені або злегка загнуті вниз, щетинисті. Корінь стрижневий, дещо розгалужений, вкритий ворсинками іржавого кольору. Прикореневі і нижні стеблові листя 10-17 см завдовжки, вузько-зворотньоланцетні або еліптично-довгасті, зі зрізаною основою, тупі, по краю пилчасті або широко городчаті, з обох сторін розсіяно червонувато-щетинисті. Черешки до 17 см завдовжки, прямостоячі, червонувато-щетинисті. Стеблові листки дрібніші, розставлені по стеблу, сидячі, стеблеоб'ємлючі. Квітки або на квіткових стрілках, що відходять від основи, або на одноквіткових безлистих квітконосах 20-45 см завдовжки, розташованих в пазухах двох-трьох верхніх листків. Віночок близько 10 (13) см в діаметрі, яскраво пурпуровий або насичено блакитно-синій. Пелюстки в числі 4 штук, іноді в числі до 9 штук, близько 6 см завдовжки і 5,5 см завширшки, широко оберненояйцеподібні або майже округлі, тупі, по краю кілька хвилясті. Тичинки численні. Тичинкові нитки короткі, білі, пильовики жовті або помаранчеві, довгасті, 1-2 мм. Зав'язь зелена, яйцеподібна або довгаста, гола або щільноволосиста. Цвіте в червні-липні. Плід — еліптично-довгаста коробочка, 2,8-4,4 см завдовжки 1,2-1,5 см завширшки. Насіння брунькоподібне.

## Екологія
Росте у хвойних лісах, на узліссі, серед чагарників на схилах на висоті 3 500-4 500 м над рівнем моря.

## Ареал
- Китай — Тибетський автономний район;
- Бутан;
- Індія — штат Сіккім;
- Непал;
- М'янма (північ).

## Утримання в культурі
Високодекоративна рослина. У культурі з 1895 року. Потребує дуже хорошого дренажу. Морозостійка рослина, що витримує пониження температури до мінус 25 °С. В останні роки в Європі все більш популярним стає меконопсис Шелдона (Meconopsis х sheldonii) — гібрид меконопсиса буквицелистого (Meconopsis betonicifolia) і меконопсиса великого. Він стійкіший в культурі, добре переносить пересадку, тому легко розмножується дочірніми розетками.